# 로스 248
로스 248(Ross 248) 또는 안드로메다자리 HH, 글리제 905는 천구 북반구의 안드로메다자리 방향으로 지구로부터 약 10.30 광년 (3.16 파섹) 떨어져 있는 작은 항성이다. 1926년 미국 천문학자 프랭크 엘모어 로스는 항성들의 고유운동을 수록한 목록에 이 별을 최초로 등재했다.
앞으로 약 33000년 후 로스 248은 현재 태양계에서 제일 가까운 삼중성계 센타우루스자리 알파를 제치고 약 9000년 동안 태양에서 가장 가까운 별의 지위를 차지할 것으로 보인다. 지구에서 가까움에도 불구하고 이 별은 너무 어두워서 맨눈으로 볼 수 없다.

## 특징
이 별의 질량은 태양의 12%이고 반지름은 16%이나 광도는 태양의 고작 0.2%에 불과하다. 분광형은 M6 V로 주계열 단계에 있는 적색왜성임을 뜻한다. 로스 248은 광도가 종종 증가하는 섬광성이다. 높은 확률로 로스 248은 4.2일 간격으로 밝기가 변화하는 장기 변광 주기를 갖는 것으로 보인다. 이 밝기 변화는 별의 겉보기등급을 12.23와 12.34 사이에서 요동치게 만든다. 1950년 로스 248의 밝기가 광구에 있는 흑점들 때문에 약간 변화한 것이 발견되었으며 이는 태양 이외 천체에서 흑점으로 인한 밝기 변화를 찾아낸 최초 사례이다.
로스 248의 고유운동을 검토한 결과 100 ~ 1400 천문단위 범위에 갈색왜성이나 항성 동반천체가 있다는 증거는 발견되지 않았으며 허블 우주망원경의 광각 행성 카메라와 근적외선 반점 간섭계로 행성의 존재를 찾았으나 발견하지 못했다. 스프롤 천문대가 장기간에 걸쳐 이 별을 관측했으나 보이지 않는 동반천체가 일으키는 위치천문학적 섭동은 관측되지 않았다.

## 태양으로부터의 거리

2만 년 전부터 8만 년 후까지 10만 년에 걸친 근지구 항성들과 태양 사이의 거리를 나타낸 그래프. 로스 248(Ross 248)은 33000년 후 잠시 동안 태양계에서 가장 가까운 이웃 별이 될 것이다.

로스 248의 우주속도요소는 [U, V, W] = [–32.9 ± 0.7, –74.3 ± 1.3, 0.0 ± 1.4] km/s이다. 이 별은 태양계를 향해 빠르게 접근하고 있다. 1993년 Matthews는 앞으로 약 33000년 후 로스 248이 태양에 가장 가까운 별의 지위를 차지할 것이며, 그 지위는 대략 9000년 동안 유지될 것이고, 36000년 후 태양에 3.024 광년(0.927 파섹)까지 근접할 것이라고 예측했다.
향후 태양계를 초당 25.4 킬로미터 속도(보이저 1호의 태양계 탈출 속도는 초당 16.6 킬로미터임)로 탈출하는 우주선이 이 항성에 최근접하기까지는 약 37000년이 걸릴 것이다.

## 시야의 별
로스 248을 바라보는 시선방향으로 항성 PLX 5735가 거의 나란하게 위치해 있다. 그러나 지구에서 가까운 로스 248에 비해 PLX 5735는 지구로부터 4200 광년 떨어져 있어 두 별은 물리적으로 연결되어 있지 않다.
| 이름              | PLX 5735         |
| 적경              | 23h 41m 52.81s   |
| 적위              | +44° 13′ 13.296″ |
| 겉보기등급 (V)    | 12.17            |
| 분광형            | A8 V             |
| 절대항성시차      | 0.7846           |
| 거리 (광년)       | 4,200            |
| 데이터베이스 참조 | Simbad           |

## 같이 보기
- 가까운 항성 목록
- 항성 목록

## 참고 서적
- (영어) Riaz, Basmah; Gizis, John E.; Harvin, James (2006). “Identification of New M Dwarfs in the Solar Neighborhood”. 《The Astronomical Journal》 132 (2): 866–872. arXiv:astro-ph/0606617. Bibcode:2006AJ....132..866R. doi:10.1086/505632. Table 1.
- (영어) Dittmann, Jason A.; Irwin, Jonathan M.; Charbonneau, David; Berta-Thompson, Zachory K. (2014). “Trigonometric Parallaxes for 1507 Nearby Mid-to-late M Dwarfs”. 《The Astrophysical Journal》 784 (2): 156. arXiv:1312.3241. Bibcode:2014ApJ...784..156D. doi:10.1088/0004-637X/784/2/156. Table with parallaxes.